# Депо карт
Депо карт (1796—1812) — архив и, одновременно, орган по издательству картографической продукции, топографической съёмке местности в интересах армии и государства во времена императоров Павла I и Александра I, имевший контрольные функции по созданию карт на всей территории Российской империи; в 1812 году стало архивом в составе Военно-топографического депо, созданного из Депо карт и Топографической службы Свиты Е. И. В. по квартирмейстерской части.

## История
Через малое время после вступления на престол император Павел I обратил внимание на малое количество в России хороших карт. По его указу от 13 ноября 1796 года все карты Генерального штаба были переданы в распоряжение адмирала Г. Г. Кушелева и образована Его Императорского Величества Чертёжная.
Через год, в 1797 году, Е. И. В. Чертежная была на прусский лад переименована в Собственное Его Величества Депо карт. Управляющим Депо карт был назначен К. И. Опперман с подчинением генерал-квартирмейстеру. Так была создана служба для составления, печатания и хранения топографических карт и атласов. Депо карт комплектовалось прикомандированными офицерами из инженерного департамента, квартирмейстерской части и армии, общей численностью не более 22 человек. Эта реформа внесла порядок в издание карт и сделала Депо карт централизованным государственным органом по составлению, печатанию и хранению топографических карт и атласов.
В 1801—1804 годах Депо карт подготовило и издало Столистовую карту Российской империи. Карта включала в себя 114 листов, покрывавших территорию России от границ Польши на западе до меридиана Тобольск — Хива на востоке. Во время войны 1812 года Столистовая карта служила основной картой как в русской, так и во французской армиях, поскольку перед войной французам удалось похитить её гравировальные доски.
8 февраля 1812 года Депо карт было переименовано в Военно-топографическое депо карт и подчинено военному министру. Впоследствии депо было преобразовано в «Военно-топографический отдел Главного штаба», состоящий из отделений: геодезического, картографического, канцелярии, склада и магазина, при этом все отделения были укомплектованы необходимым инструментальным, механическим и канцелярским оборудованием.